# Polaroid (película)
Polaroid es una película de terror sobrenatural estadounidense de 2019 dirigida por Lars Klevberg, basada en su cortometraje de 2015 del mismo nombre. Es protagonizada por Kathryn Prescott, Grace Zabriskie, Samantha Logan, Tyler Young, Javier Botet, Katie Stevens, Madelaine Petsch, Priscilla Quintana, Davi Santos, Keenan Tracey y Mitch Pileggi.
Dimension Films anunció la película en 2015, con Klevberg dirigiéndola, y Blair Butler escribiendo el guion. Gran parte del elenco se unió ese verano y la fotografía principal comenzó en Halifax, Nueva Escocia, el 9 de marzo de 2017 y finalizó en mayo de 2017.
Para octubre de 2018, Lantern Entertainment, que había adquirido los activos de The Weinstein Company a través de su quiebra, y 13 Films, una compañía financiera y de distribución internacional, llegaron a un acuerdo para distribuir la película a nivel internacional. Originalmente estaba programada para estrenarse en agosto de 2017, pero luego fue retirada de la programación varias veces.
Polaroid fue estrenada en cines de Alemania el 10 de enero de 2019, por Wild Bunch y en Estados Unidos el 11 de octubre de 2019 por Vertical Entertainment.

## Sinopsis
La historia sigue a una solitaria estudiante de secundaria, Bird Fitcher, quien descubre que cada vez que toma una fotografía a una persona con su cámara Polaroid dicha persona tendrá un final trágico.

## Elenco y personajes
- Kathryn Prescott como Bird Fitcher.
- Tyler Young como Connor Bell.
- Samantha Logan como Kasey.
- Keenan Tracey como Devin.
- Priscilla Quintana como Mina.
- Madelaine Petsch como Sarah.
- Javier Botet como la entidad.
- Mitch Pileggi como el sheriff Pembroke.
- Katie Stevens como Avery.
- Davi Santos como Tyler.
- Shauna MacDonald como la madre de Bird.
- Grace Zabriskie como Lena Sable.
- Rhys Bevan John como Roland Joseph Sable.
- Emily Power como Rebecca Sable.
- Erika Prevost como Linda.

## Producción

### Desarrollo
En octubre de 2015, se anunció que Dimension Films está optando por los derechos del cortometraje de terror del mismo nombre, Polaroid que fue escrita y dirigida por el noruego Lars Klevberg, la película será dirigida por Klevberg y escrita por escrita por Blair Butler, y será por producida por Chris Bender, Jake Weiner y Jake Wagner en Benderspink, Roy Lee en Vertigo y Petter Løkke y John Hagen en El Dorado Films, que produjo el cortometraje con Klevberg en Noruega.

### Casting
El 8 de marzo de 2017, se anunció que se unían a la película Kathryn Prescott, Mitch Pileggi, Tyler Young, Grace Zabriskie, Madelaine Petsch, Keenan Tracey, Samantha Logan, Priscilla Quintana y Javier Botet.

### Rodaje
La fotografía principal comenzó en Halifax, Nueva Escocia el 9 de marzo de 2017. Lars dijo al respecto: "Dimension hizo The Mist allí. De hecho, le dio el aspecto perfecto para la película. Yo estaba muy contento. Está cubierto de nieve, frío, y simplemente crea algo diferente y visual. Me recordó a Noruega, que le dio a la película algo único e interesante. El lado malo fue que finalmente pude hacer una película de Hollywood, pero no obtuve sol y palmeras. Era como Noruega 2.0." La filmación duró 25 días.

## Marketing
En junio de 2017, se lanzó el primer tráiler de la película.

## Lanzamiento
La película fue originalmente programada para ser estrenada el 25 de agosto de 2017. Luego se atrasó al 1 de diciembre de 2017, antes de ser movida otra vez al 22 de noviembre de 2017. Después se retiró del cronograma, con planes de lanzar la película en 2018.
En octubre de 2018, Lantern Entertainment, que adquirió los activos de The Weinstein Company a través de su quiebra, y 13 Films, una compañía financiera y de distribución internacional, llegaron a un acuerdo para co-distribuir la película a nivel internacional. Polaroid fue estrenada en cines de Alemania el 10 de enero de 2019, por Wild Bunch.